# Exochus pedanticus
Exochus pedanticus är en stekelart som beskrevs av Ian D. Gauld och Sithole 2002. Exochus pedanticus ingår i släktet Exochus och familjen brokparasitsteklar. Inga underarter finns listade i Catalogue of Life.